# Ishme-Dagan II
Ishme-Dagan II, rey asirio del Imperio Antiguo (1580 a. C. - 1564 a. C.).
Fue hijo de Shamshi-Adad II, a quien sucedió en el trono. No se tienen noticias de su reinado, excepto los datos que nos da la Crónica real asiria, que nos dice que gobernó durante dieciséis años.
Le sucedió en el trono su sobrino Shamshi-Adad III.
| Predecesor: Shamshi-Adad II | Rey de Asiria 1580-1564 a. C. | Sucesor: Shamshi-Adad III |